# Красноліська сільська рада
Красноліська сільська рада — колишній орган місцевого самоврядування у Сквирському районі Київської області з адміністративним центром у с. Красноліси.

## Загальні відомості
Київська обласна рада рішенням від 27 березня 2014 року у Сквирському районі перейменувала Краснолісівську сільраду на Красноліську.

## Населені пункти
Сільській раді були підпорядковані населені пункти:
- с. Красноліси

## Склад ради
Рада складалася з 16 депутатів та голови.